# Leucochrysa
Leucochrysa är ett släkte av insekter. Leucochrysa ingår i familjen guldögonsländor.

## Dottertaxa tillLeucochrysa, i alfabetisk ordning[1]
- Leucochrysa adamsi
- Leucochrysa affinis
- Leucochrysa aleura
- Leucochrysa alloneura
- Leucochrysa alternata
- Leucochrysa amazonica
- Leucochrysa americana
- Leucochrysa amistadensis
- Leucochrysa ampla
- Leucochrysa anchietai
- Leucochrysa antennalis
- Leucochrysa antica
- Leucochrysa apicalis
- Leucochrysa apicata
- Leucochrysa arizonica
- Leucochrysa askanes
- Leucochrysa azevedoi
- Leucochrysa barrei
- Leucochrysa bedoci
- Leucochrysa benoisti
- Leucochrysa benoistina
- Leucochrysa bolivari
- Leucochrysa boliviana
- Leucochrysa boxi
- Leucochrysa brasilica
- Leucochrysa bruneola
- Leucochrysa bullata
- Leucochrysa callota
- Leucochrysa camposi
- Leucochrysa catarinae
- Leucochrysa caucella
- Leucochrysa centralis
- Leucochrysa ceratica
- Leucochrysa cerverai
- Leucochrysa championi
- Leucochrysa christophei
- Leucochrysa clara
- Leucochrysa clepsydra
- Leucochrysa clystera
- Leucochrysa colombia
- Leucochrysa compar
- Leucochrysa confusa
- Leucochrysa cornesta
- Leucochrysa cornuta
- Leucochrysa cortesi
- Leucochrysa cruentata
- Leucochrysa deminuta
- Leucochrysa diasi
- Leucochrysa dimidia
- Leucochrysa diversa
- Leucochrysa dolichocera
- Leucochrysa duarte
- Leucochrysa egregia
- Leucochrysa ehrhardti
- Leucochrysa erminea
- Leucochrysa eubule
- Leucochrysa euterpe
- Leucochrysa explorata
- Leucochrysa firmini
- Leucochrysa floridana
- Leucochrysa forciformis
- Leucochrysa forcipata
- Leucochrysa furcata
- Leucochrysa fuscinervis
- Leucochrysa garridoi
- Leucochrysa gemina
- Leucochrysa geminata
- Leucochrysa gloriosa
- Leucochrysa gossei
- Leucochrysa grisoli
- Leucochrysa guataparensis
- Leucochrysa heriocles
- Leucochrysa horni
- Leucochrysa hybrida
- Leucochrysa icterica
- Leucochrysa ignatii
- Leucochrysa incognita
- Leucochrysa indiga
- Leucochrysa inquinata
- Leucochrysa insularis
- Leucochrysa interata
- Leucochrysa intermedia
- Leucochrysa israeli
- Leucochrysa kotzbaueri
- Leucochrysa laertes
- Leucochrysa lafoni
- Leucochrysa lancala
- Leucochrysa lateralis
- Leucochrysa lenora
- Leucochrysa lestagei
- Leucochrysa lineata
- Leucochrysa longicornis
- Leucochrysa longistigma
- Leucochrysa loretana
- Leucochrysa luctuosa
- Leucochrysa maculata
- Leucochrysa maculosa
- Leucochrysa magnifica
- Leucochrysa mainerina
- Leucochrysa marginalis
- Leucochrysa maronica
- Leucochrysa marquezi
- Leucochrysa melanocera
- Leucochrysa meridana
- Leucochrysa meteorica
- Leucochrysa mexicana
- Leucochrysa michelini
- Leucochrysa minima
- Leucochrysa montanola
- Leucochrysa morenoi
- Leucochrysa morrisoni
- Leucochrysa mortoni
- Leucochrysa nativa
- Leucochrysa navasi
- Leucochrysa negata
- Leucochrysa nesites
- Leucochrysa neuralis
- Leucochrysa nictheroyana
- Leucochrysa nigrilabris
- Leucochrysa nigrovaria
- Leucochrysa notha
- Leucochrysa notulata
- Leucochrysa ocampina
- Leucochrysa orthones
- Leucochrysa pacifica
- Leucochrysa pallescens
- Leucochrysa palliceps
- Leucochrysa panamana
- Leucochrysa parallela
- Leucochrysa paraquaria
- Leucochrysa pavida
- Leucochrysa platyptera
- Leucochrysa postica
- Leucochrysa pretiosa
- Leucochrysa punctata
- Leucochrysa radiosa
- Leucochrysa ramosa
- Leucochrysa ramosi
- Leucochrysa ratcliffei
- Leucochrysa reedi
- Leucochrysa retusa
- Leucochrysa riodoce
- Leucochrysa risi
- Leucochrysa riveti
- Leucochrysa robusta
- Leucochrysa rochana
- Leucochrysa rodriguezi
- Leucochrysa rufescens
- Leucochrysa salleana
- Leucochrysa santini
- Leucochrysa scomparini
- Leucochrysa scurra
- Leucochrysa senior
- Leucochrysa serrei
- Leucochrysa serrula
- Leucochrysa squamisetosa
- Leucochrysa stichocera
- Leucochrysa submacula
- Leucochrysa sulcata
- Leucochrysa superior
- Leucochrysa surinamensis
- Leucochrysa tabacina
- Leucochrysa tarini
- Leucochrysa tavaresi
- Leucochrysa tenuis
- Leucochrysa theodori
- Leucochrysa theodorina
- Leucochrysa walkerina
- Leucochrysa varia
- Leucochrysa vegana
- Leucochrysa vieirana
- Leucochrysa vignisi
- Leucochrysa vigoi
- Leucochrysa vinesi
- Leucochrysa virginiae
- Leucochrysa vittata
- Leucochrysa vulnerata
- Leucochrysa ypirangana
- Leucochrysa zapotina
- Leucochrysa zayasi